# Voie rapide S8 (Pologne)
Pour les articles homonymes, voir S8.
La voie rapide S8, Route des héros de la bataille de Varsovie 1920 (Droga ekspresowa S8, Trasa Bohaterów Bitwy Warszawskiej 1920 r.) est une voie rapide polonaise d’une longueur totale de 415,1 km (pour 557 km prévus), qui reliera, à terme, la grande ville de Wrocław jusqu'à Białystok, autre grande ville dans le nord-est du pays, en passant par les villes de Sieradz, Łódź, Piotrków Trybunalski et la capitale Varsovie. Ce sera un des grands axes majeurs du pays. La majeure partie de la route est déjà en service, et il ne manque plus que quelques petits tronçons entre Varsovie et Białystok. La mise en service complète de la S8 devrait avoir lieu avant 2020.

## Parcours
- (en projet)  1 Magnice : Magnice, Chrzanów
- 2 Kobierzyce : Tyniec Mały, Bielany Wrocławskie, Świdnica

 Échangeur entre S8, A4 et A8 : Katowice, Cracovie, Rzeszów, Dresde (Allemagne), Wrocław
- La S8 devient A8 pendant le contournement de Wrocław. Reprise de la voie rapide au nord-est de la ville
- 3 Wrocław Pawłowice : Wrocław (est)
- 4 Łozina : Łozina
  -  Aire de repos Michałowice Południe (sens  Wrocław-Białystok)
  -  Aire de service Michałowice Północ (sens Białystok-Wrocław)
- 5 Oleśnica Zachód : Oleśnica, Trzebnica
- 6 Oleśnica Północ : Oleśnica (est) (nord)
- 7 Cieśle (demi-échangeur) : Cieśle
  -  Aire de repos Jonas Południe (sens  Wrocław-Białystok)
  -  Aire de repos Jonas Północ (sens  Białystok-Wrocław)
- 8 Szczodrów : Szczodrów
- 9 Syców Zachód : Syców (ouest), Stradomia Wierzchnia
  -  Aire de repos Syców Południe (sens  Wrocław-Białystok)
  -  Aire de repos Syców Północ (sens  Białystok-Wrocław)
- 9 Syców Wschód : Syców (est)
- 10 Bralin : Bralin

 Échangeur entre S8 et S11 : Kępno, Kluczbork, Katowice, Poznań Ostrzeszów, Ostrów Wielkopolski
- Aire de service Kierzno Południe (sens Wrocław-Białystok)
- Aire de service Kierzno Północ (sens Białystok-Wrocław)
- 11 Wieruszów : Wieruszów
  -  Aire de repos Dziadoki (dans les deux sens)
- 12 Wieluń : Wieluń, Złoczew, Częstochowa
  -  Aire de repos Chojny (dans les deux sens)
- 13 Złoczew : Złoczew, Wieluń
  -  Aire de repos Dąbrowa Wielka (dans les deux sens)
- 14 Sieradz Południe : Sieradz (sud) (centre), Kalisz
- 15 Sieradz Wschód : Sieradz (est), Turek
- 16 Zduńska Wola Zachód : Zduńska Wola
  -  Aire de repos Paprotnia (dans les deux sens)
- 17 Zduńska Wola Karsznice : Zduńska Wola
  -  Aire de repos Sięganów (sens  Wrocław-Białystok)
- Aire de service Sięganów (sens Białystok-Wrocław)
- 18 Łask : Łask, Piotrków Trybunalski

 Échangeur entre S8 et S14 : Łódź (centre) (ouest), Pabianice
- 19 Pabianice Południe : Pabianice (sud), Bełchatów
- Aire de service Guzew (sens Wrocław-Białystok)
  -  Aire de repos Guzew (sens  Białystok-Wrocław)
- 20 Rzgów : Łódź (sud) (centre), Rzgów

 Échangeur entre S8 et A1 : Gdańsk, Łódź (est), Toruń
- Tronçon commun avec l'A1
- 21 Tuszyn : Tuszyn

 Échangeur entre S8 et A1 (demi-échangeur): Częstochowa, Katowice
- 22 Piotrków Trybunalski Północ : Piotrków Trybunalski (nord), Tuszyn
- 23 Moszczenica : Piotrków Trybunalski (centre), Radomsko, Kielce
- 24 Polichno : Polichno
- 25 Wolbórz : Wolbórz
- 26 Studzianki : Studzianki
- 27 Tomaszów Mazowiecki Południe : Tomaszów Mazowiecki (ouest), Zawada
- 28 Tomaszów Mazowiecki Centrum : Tomaszów Mazowiecki (centre), Ujazd
- 29 Tomaszów Mazowiecki : Tomaszów Mazowiecki (nord)
- 30 Jakubów : Jakubów, Lubochnia
- 31 Lubochnia : Olszowiec, Emilianów, Lubochnia
- 32 Czerniewice : Czerniewice
- 33 Wólka Jagielczyńska : Wólka Jagielczyńska, Krzemienica, Stanisławów Lipski
- 34 Podkonice : Podkonice, Chociwek
- Aire de service
- 35 Rawa Mazowiecka Południe : Rawa Mazowiecka (sud)
- 36 Rawa Mazowiecka Północ : Rawa Mazowiecka (centre), Biała Rawska, Brzeziny, Łódź
- 37 Julianów : Julianów
- 38 Babsk : Babsk
- 39 Kowiesy : Kowiesy
- 40 Huta Zawadzka : Skierniewice, Łowicz, Biała Rawska
- Le tronçon entre Mszczonów et [Varsovie ] est prêt comme voie rapide S8
- Le tronçon entre Przeszkoda et Janki Małe est prêt comme voie rapide avec 2X3 voies
- 41 Paszków : Sękocin Las, Lesznowola, Piaseczno
- 42 Janki Małe : Piaseczno, Tarczyn, Grójec, Cracovie
- 43 Sokołowska : Pruszków, Raszyn

 Échangeur entre S8 et S2 : Varsovie (centre) (sud) (est), Terespol (frontière biélorusse)
- Tronçon en commun avec la S2

 Échangeur entre S8, S2 et A2 : Łódź, Poznań
- 49 Warszawa Zachód : Varsovie (ouest), Łowicz, Sochaczew
- 50 Warszawa Bemowo : Varsovie (ouest) (Bemowo), Sochaczew

(en projet)  Échangeur entre S8, Route N-S et S7 : Varsovie (centre), Olsztyn, Gdańsk
- 51 Warszawa - Aleja Prymasa Tysiąclecia : Varsovie (Wola) (Ochota)
- 52 Warszawa - ulica Powązkowska : Varsovie (centre)
- 53 Warszawa - ulica Broniewskiego : Varsovie (autres quartiers)
- 53 Warszawa - ulica Słowackiego : Varsovie (Bielany) (Żoliborz)
- 54 Warszawa - Wisłostrada : Varsovie (centre) (nord), Nowy Dwór Mazowiecki, Olsztyn, Gdańsk
- Pont du général Stefan Rowecki sur la Vistule.
- 55 Warszawa - ulica Modlińska : Varsovie (rive droite) (Praga Północ), Legionowo
- 56 Warszawa - ulica Marywilska : Varsovie (Białołęka) (Praga Północ)
- 57 Warszawa - ulica Łabiszyńska : Varsovie (autres quartiers)
- 58 Warszawa - Nowo-Wincentego : Varsovie (autres quartiers) (centre commercial)
- 59 Warszawa - Ikea : Varsovie (centre commercial)
- 60 Marki : Varsovie (Targówek), Marki

(en projet)  Échangeur entre S8 et S17 : Varsovie (est), Lublin
- 61 Zielonka : Zielonka, Ząbki, MarkiKobyłka
- (en construction)  62 Kobyłka : Kobyłka, Wołomin
- (en attente d'ouverture)  63 Wołomin : Wołomin
- 65 Radzymin Południe : Radzymin (sud), Wołomin
- 66 Radzymin Północ : Radzymin (nord), Tłuszcz, Jadów
- 67 Wola Rasztowska : Wola Rasztowska, Tłuszcz, Jadów
- Aire de service Małopole (sens Wrocław-Białystok)
- Aire de service Trojany (sens Białystok-Wrocław)
- 68 Trojany : Karpin, Dąbrówka, Tłuszcz
- 69 Niegów : Dręszew, Zabrodzie
- Aire de service Gaj (sens Białystok-Wrocław)
- 70 Mostówka : Mostówka
- 71 Lucynów : Lucynów, Wyszków (sud)
- 72 Wyszków Południe : Wyszków (centre), Łochów, Węgrów, Sokołów Podlaski
- Pont sur le Bug
- 73 Wyszków Północ : Wyszków (nord)
- 74 Trzcianka : Trzcianka
- 75 Knurowiec : Knurowiec, Brańszczyk
- 76 Poręba : Poręba Średnia, Brok
- 77 Dybki : Dybki
- 78 Nagoszewo : Nagoszewo, Brok
- 79 Brok : Brok, Łochów, Mińsk Mazowiecki
- 80 Ostrów Mazowiecka Południe : Ostrów Mazowiecka (sud) (centre), Różan, Maków Mazowiecki
- 81 Ostrów Mazowiecka Północ : Ostrów Mazowiecka (nord), Ostrołęka, Łomża

(en construction)  Échangeur entre S8 et S61 : Łomża, Ełk, Suwałki, Vilnius
- 82 Podborze : Podborze
- 83 Prosienica : Prosienica,  Aire de service Prosienica (sens Wrocław-Białystok)
- 84 Szumowo : Szumowo,  Aire de service Szumowo (sens Białystok-Wrocław)
  -  Aire de repos Ostrożne (sens  Wrocław-Białystok)
- 85 Zambrów Zachód : Zambrów (centre), Łomża, Wysokie Mazowieckie, Bielsk Podlaski
- 86 Zambrów Wschód : Zambrów, Wiśniewo
- 87 Kołaki : Kołaki, Knyszyn,  Aire de service Kołaki (sens Białystok-Wrocław)
  -  Aire de repos Kossaki (sens  Wrocław-Białystok)
- 88 Mężenin : Mężenin, Rutki-Kossaki, Łomża
  -  Aire de repos Cibory (dans les deux sens)
- 89 Sikory : Sikory-Wojciechowięta
- 90 Kobylin : Kobylin
- 91 Jeżewo : Łomża, Knyszyn,  Aire de service Jeżewo (sens Wrocław-Białystok)
- 92 Rzędziany : Rzędziany
- 93 Tykocin : Tykocin, Złotoria,  Aire de service Złotoria (dans les deux sens)
- 94 Choroszcz : Choroszcz

(en projet)  Échangeur entre S8 et S19 : Białystok, Kuźnica (frontière biélorusse), Lublin, Rzeszów

## Galerie

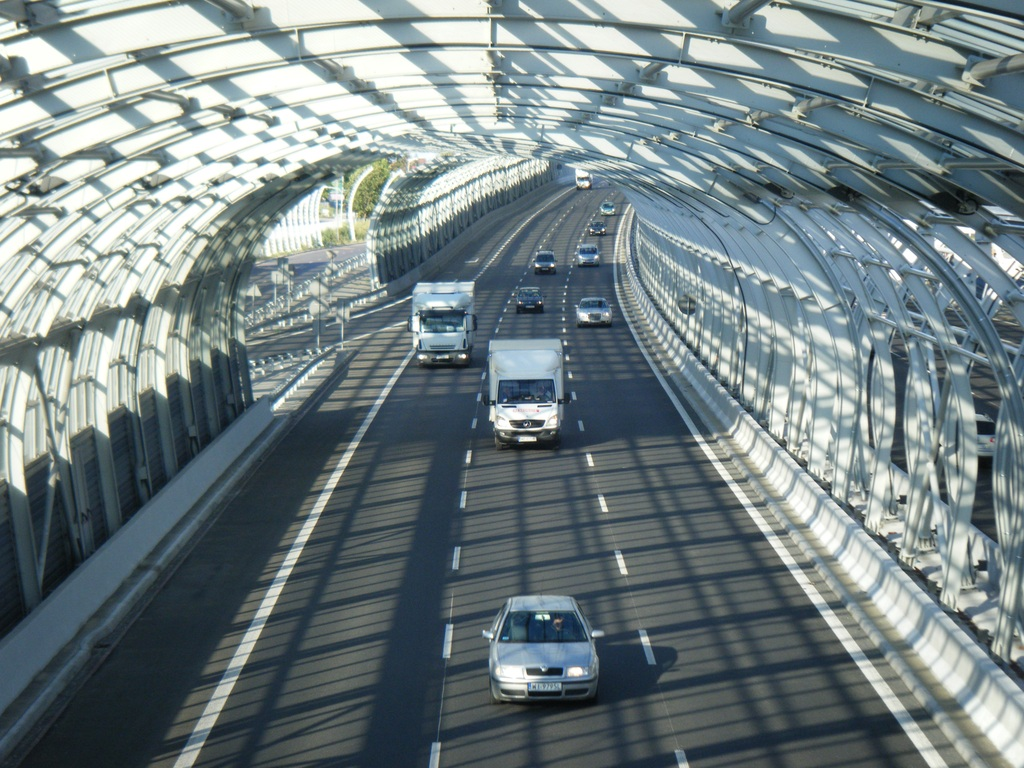
La S8 à Varsovie
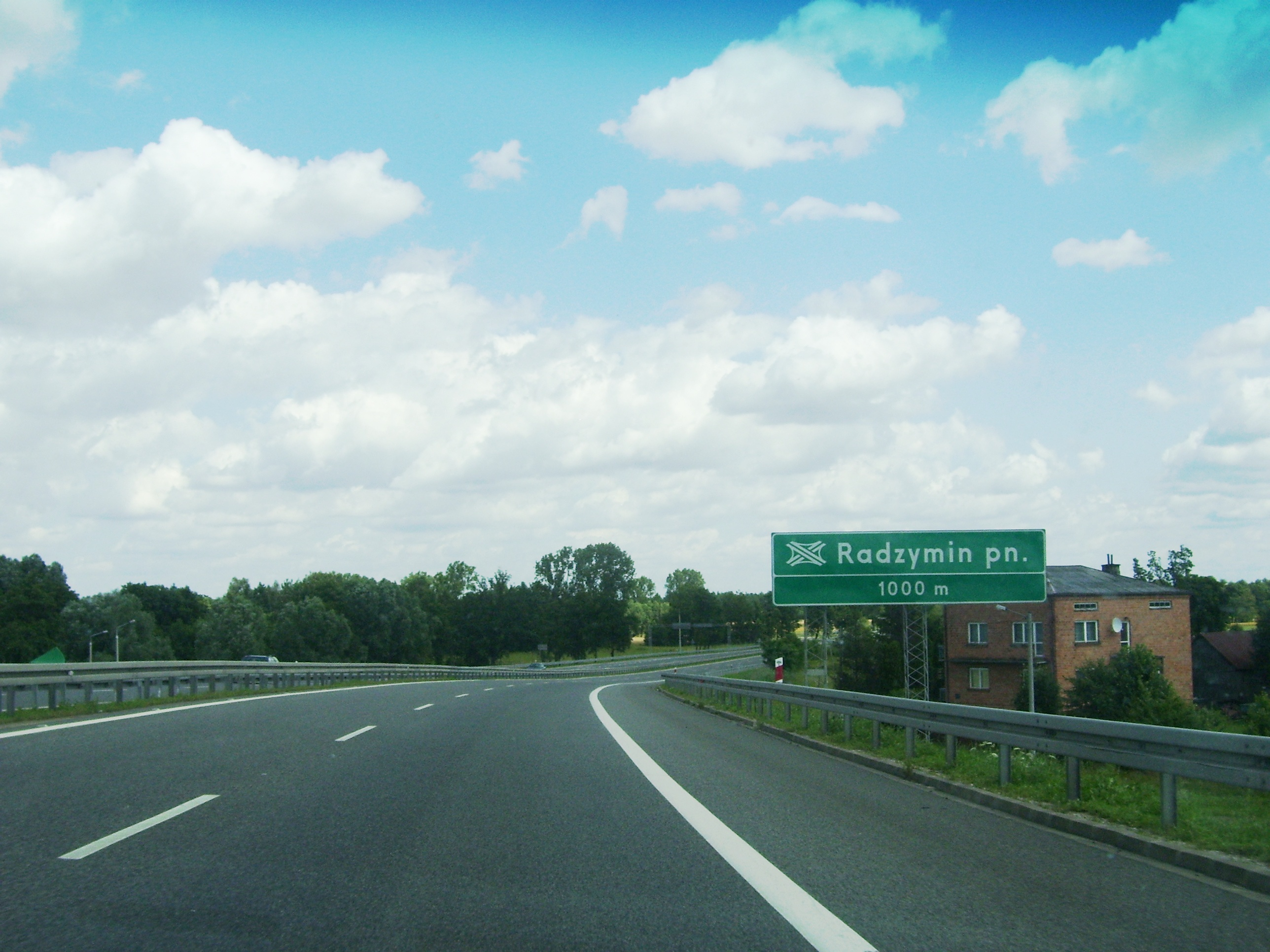
La S8 près de l'échangeur de Radzymin nord
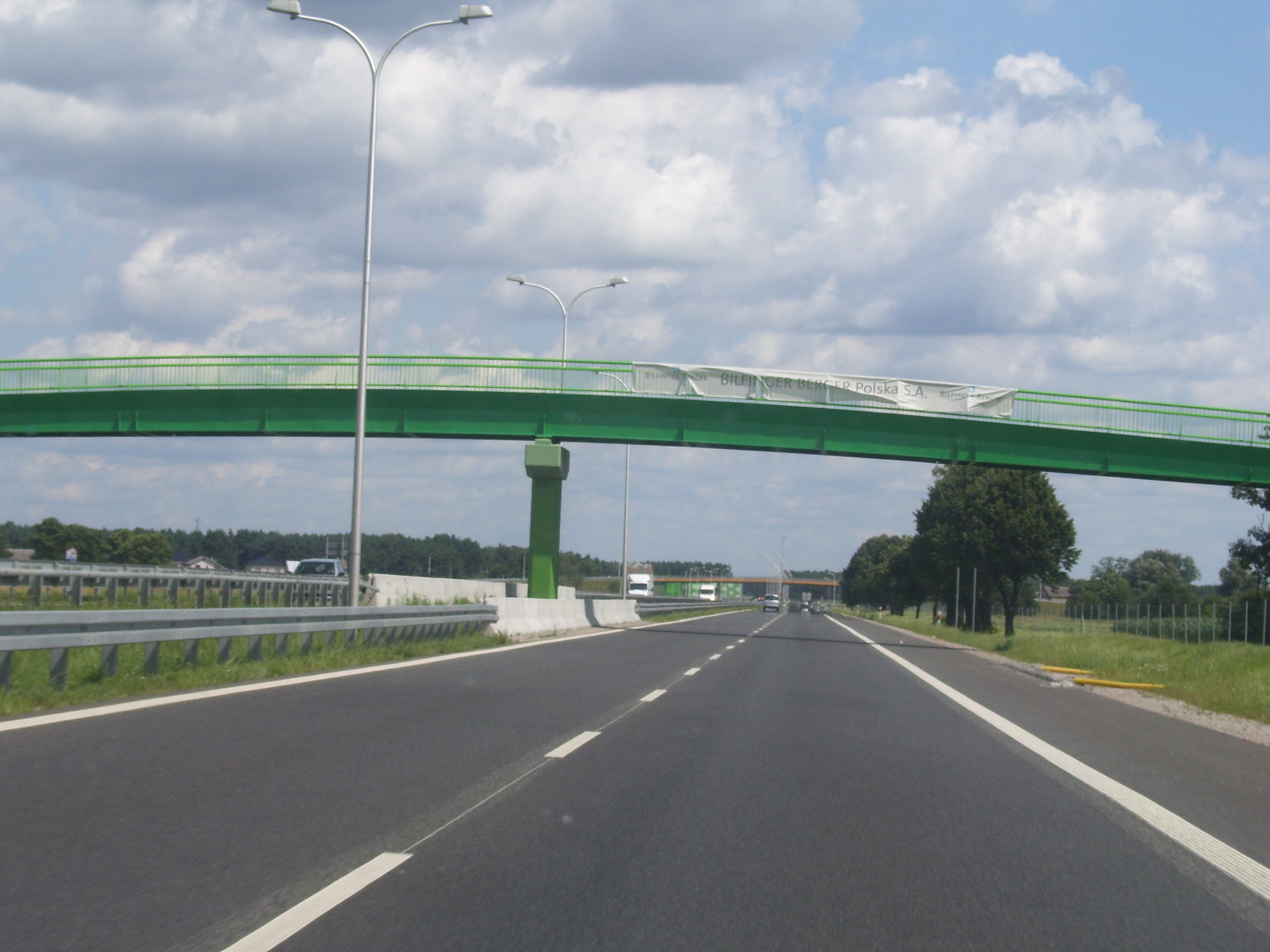
La voie rapide entre Radzymin et Wyszków
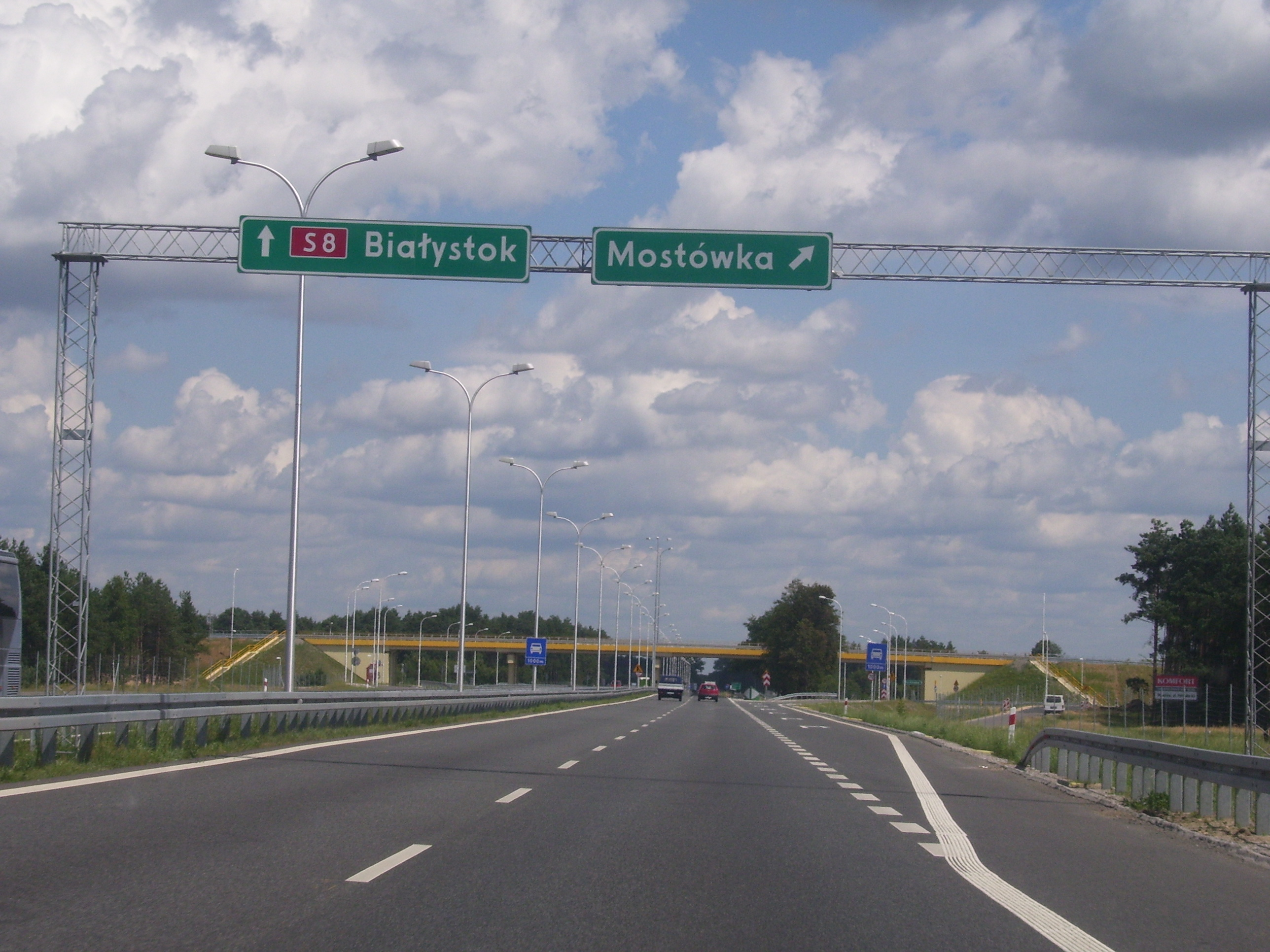
L'échangeur de Mostówka
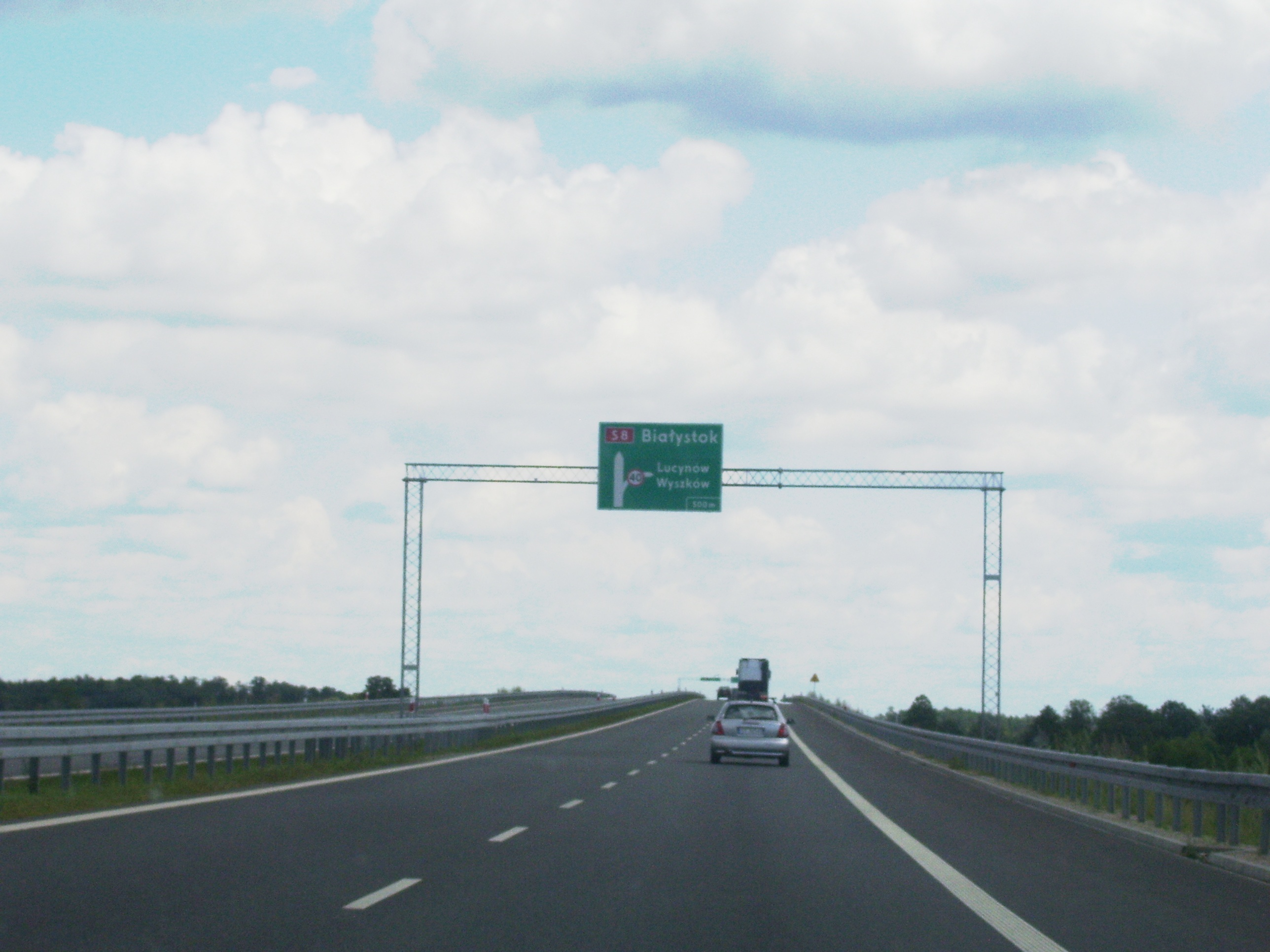
La S8 à l'approche de l'échangeur de Lucynów
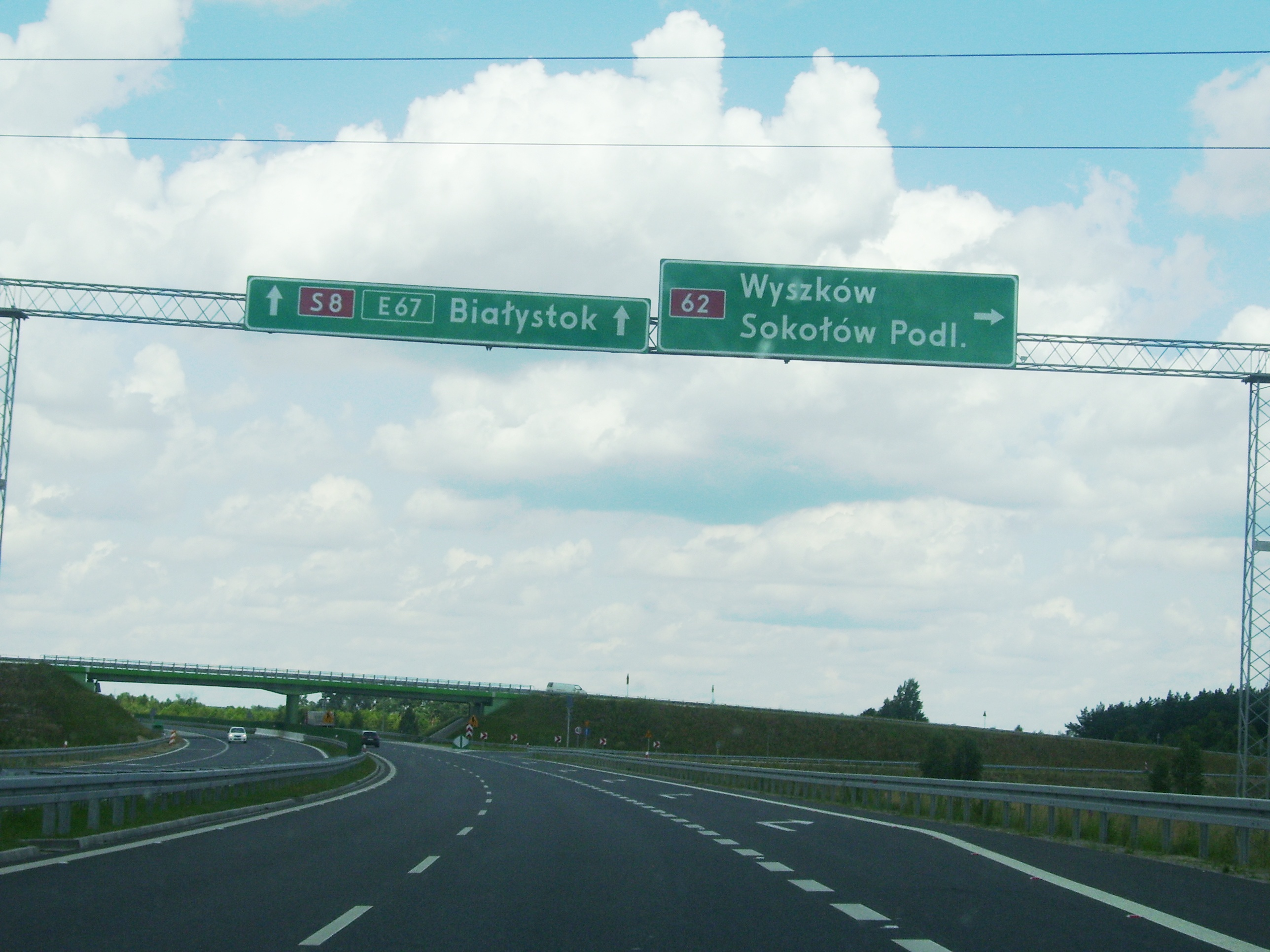
La route à Wyszków
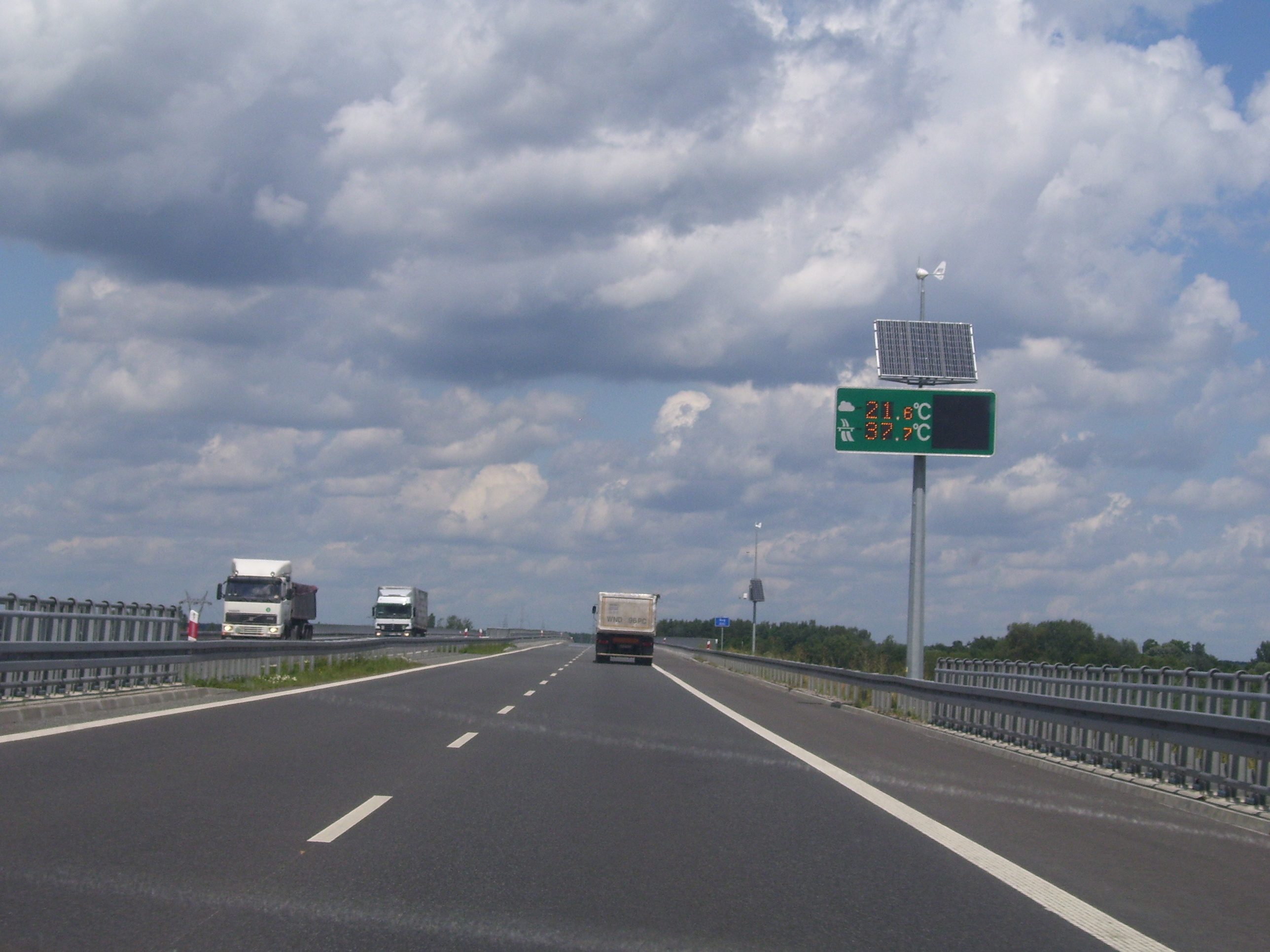
Le pont sur le Bug à Wyszków
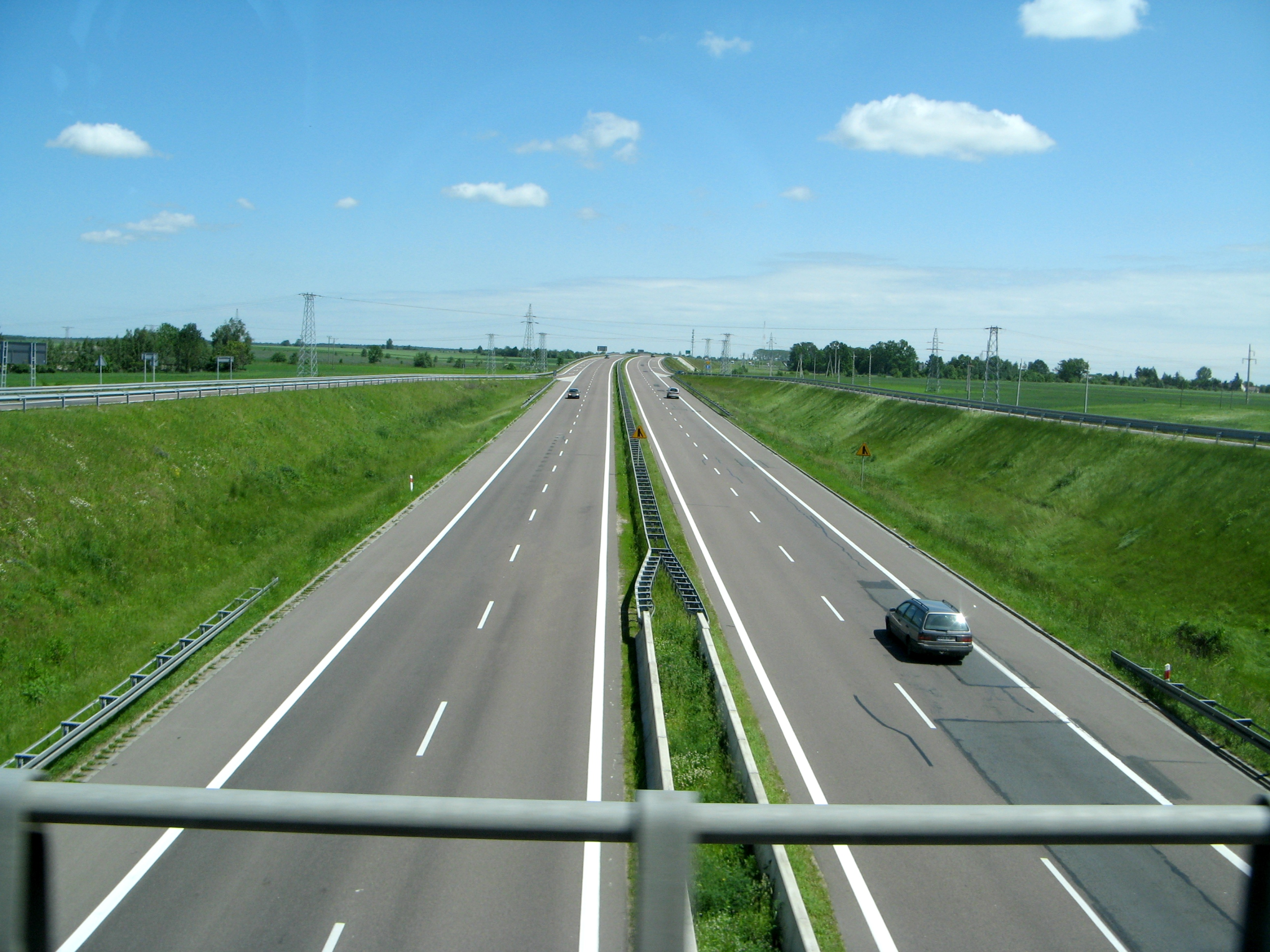
La déviation d'Ostrów Mazowiecka